# Justicia arcuata
Justicia arcuata är en akantusväxtart som beskrevs av Wassh. och J.R.I.Wood. Justicia arcuata ingår i släktet Justicia och familjen akantusväxter. Inga underarter finns listade i Catalogue of Life.